# Thomas Rosemann

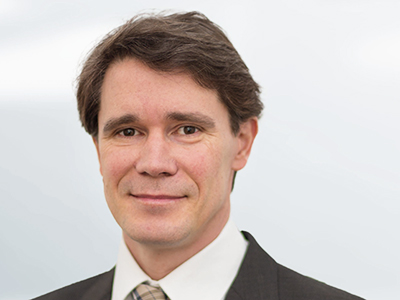
Thomas Rosemann

Thomas Johannes Rosemann (* 1. Juli 1969 in Bad Aibling) ist ein deutscher Mediziner und Hochschullehrer.

## Leben
Thomas Rosemann hat an der Ludwig-Maximilians-Universität München zunächst Zahnmedizin, dann Humanmedizin studiert und 1996 dort das Staatsexamen in Medizin abgelegt. 2001 erfolgte die Promotion. Auf die Assistenzarztzeit im Klinikum Rosenheim in der Chirurgie folgten Assistenzarztstellen in der Inneren Medizin. 2003 wechselte er an das Universitätsklinikum Heidelberg, Abteilung Allgemeinmedizin und Versorgungsforschung. Dort habilitierte er sich 2007 mit Forschungsarbeiten zum Thema chronische Gelenkerkrankungen und wurde zum leitenden Oberarzt ernannt. An der Universität Nijmegen (Holland) absolvierte er ein PhD-Studium, das er 2008 erfolgreich abschloss.
Auf den 1. März 2008 wurde Rosemann außerordentlicher Professor für Hausarztmedizin an der Universität Zürich und Direktor des Instituts für Hausarztmedizin am Universitätsspital Zürich. Der Lehrstuhl für Hausarztmedizin an der Universität Zürich war der erste ordentliche Lehrstuhl für dieses Fachgebiet in der Schweiz. Auf den 1. August 2014 wurde Rosemann zum ordentlichen Professor für Hausarztmedizin befördert.
Der Schwerpunkt seiner Forschungstätigkeit liegt im Bereich der Versorgungsforschung (Health Services Research). 2017 wurde auf seine Initiative hin in der Schweiz das Nationale Forschungsprogramm (NFP) 74 eingerichtet, in dem 20 Millionen Schweizer Franken für diesen Forschungsbereich zur Verfügung gestellt wurden. Er veröffentlichte über 700 wissenschaftliche Publikationen.